# Jean-Baptiste Le Roy
Jean-Baptiste Le Roy (1720 – 1800) è stato un fisico francese.

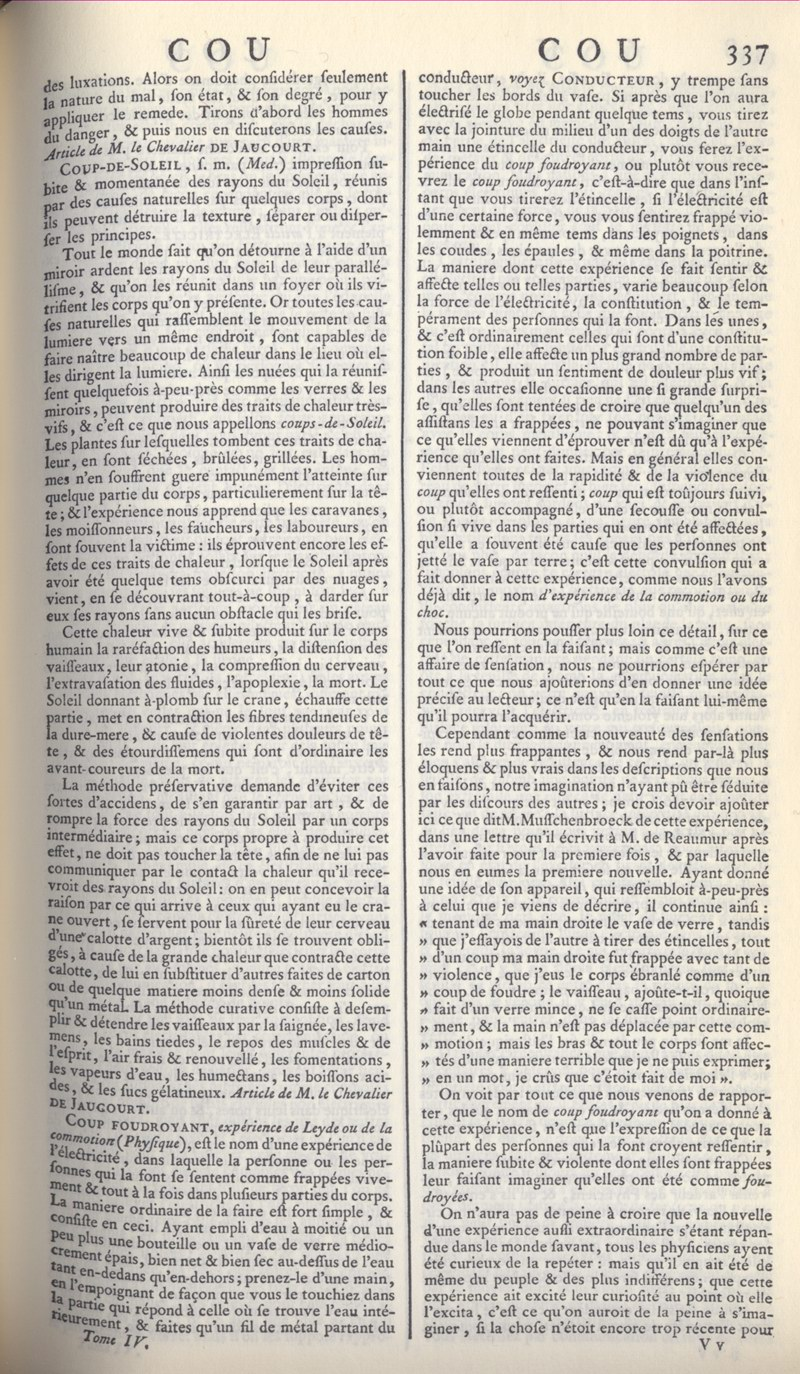
Jean-Baptiste Le Roy, article "Coup foudroyant", Encyclopédie, t. IV (1754), p. 337–345, ici: p. 337.

Le Roy, figlio del noto costruttore di orologi Julien Le Roy (1686-1759). Nel 1751 divenne membro dell'Académie Royale des Sciences di Parigi come vice geometra. Nel 1773 e nel 1778 fu direttore dell'Accademia e fu membro sia della Royal Society sia dell'American Philosophical Society. Ebbe un ruolo attivo negli aspetti sia tecnici sia amministrativi della scienza francese nella seconda metà del XVIII secolo. 
Le ricerche di Jean-Baptiste Le Roy si concentrarono nel campo dell'elettrostatica. Nel 1753 si interessò al dibattito tra Jean-Antoine Nollet e Benjamin Franklin, con cui ebbe una corrispondenza. Diffuse le teorie di Franklin con particolare attenzione alle applicazioni pratiche. Pubblicò molti studi circa l'elettricità in campo sia teorico sia pratico nelle Mémoirs dell'Accademia e nel Journal de Physique, oltre ad aver contribuito regolarmente alla stesura dell'Encyclopédie.
Propose miglioramenti ai parafulmini e agli areometri; si occupò anche dei problemi relativi alla ventilazione dei luoghi pubblici. 
Dopo la soppressione delle Accademie durante la Rivoluzione francese fece parte dell'Institute National nel 1795.